# Magali Messmer
Magali Di Marco Messmer (La Chaux-de-Fonds, 9 de septiembre de 1971) es una deportista suiza que compitió en triatlón. 
Participó en los Juegos Olímpicos de Sídney 2000, obteniendo la medalla de bronce en la prueba femenina individual. Ganó una medalla de oro en el Campeonato Mundial de Triatlón por Relevos Mixtos de 2009 y dos medallas de plata en el Campeonato Europeo de Triatlón, en los años 1999 y 2000.

## Palmarés internacional
| Juegos Olímpicos                      | Juegos Olímpicos                 | Juegos Olímpicos  | Juegos Olímpicos |
| Año                                   | Lugar                            | Medalla           | Prueba           |
| ------------------------------------- | -------------------------------- | ----------------- | ---------------- |
| 2000                                  | Sídney (Australia)               | Medalla de bronce | Individual       |
| Campeonato Mundial por Relevos Mixtos |                                  |                   |                  |
| Año                                   | Lugar                            | Medalla           | Prueba           |
| 2009                                  | West Des Moines (Estados Unidos) | Medalla de oro    | Relevo mixto     |
| Campeonato Europeo                    |                                  |                   |                  |
| Año                                   | Lugar                            | Medalla           | Prueba           |
| 1999                                  | Funchal (Portugal)               | Medalla de plata  | Individual       |
| 2000                                  | Stein (Países Bajos)             | Medalla de plata  | Individual       |